# Fer Gráid mac Cléirig
 Fer Gráid mac Clérig (mort en 961) est un  roi de Munster issu des  Eóganacht Chaisil, une branche des  Eóganachta. Son père Clérech est le petit-fils du roi Áilgenán mac Donngaile. Il règne de 959 à 961.

## Contexte
Fer Gráid du  Clann Faílbe succède à Dub Dá Bairenn mac Domnaill des Eóganacht Raithleann. Son règne est très bref car les Annales d'Ulster relèvent sa mort « tué par ses propres sujets » dès 961 . Son parent Donnchad mac Cellacháin semble lui avoir succédé.

## Sources
- (en) Francis John Byrne, Irish Kings and High-Kings, Londres, Batsford, 1973 (ISBN 0-7134-5882-8)
- (en) T.W Moody, F.X. Martin, F.J. Byrne, A New History of Ireland IX Maps, Genealogies, Lists. A companion to Irish History part II, Oxford, Oxford University Press, 2011, 690 p. (ISBN 978-0-19-959306-4)